# Andy Houtkamp
Andy Houtkamp (Nieuwer-Amstel, 6 oktober 1957) is een voormalig Nederlandse journalist. Hij was voornamelijk actief als radiocommentator bij voetbalwedstrijden.

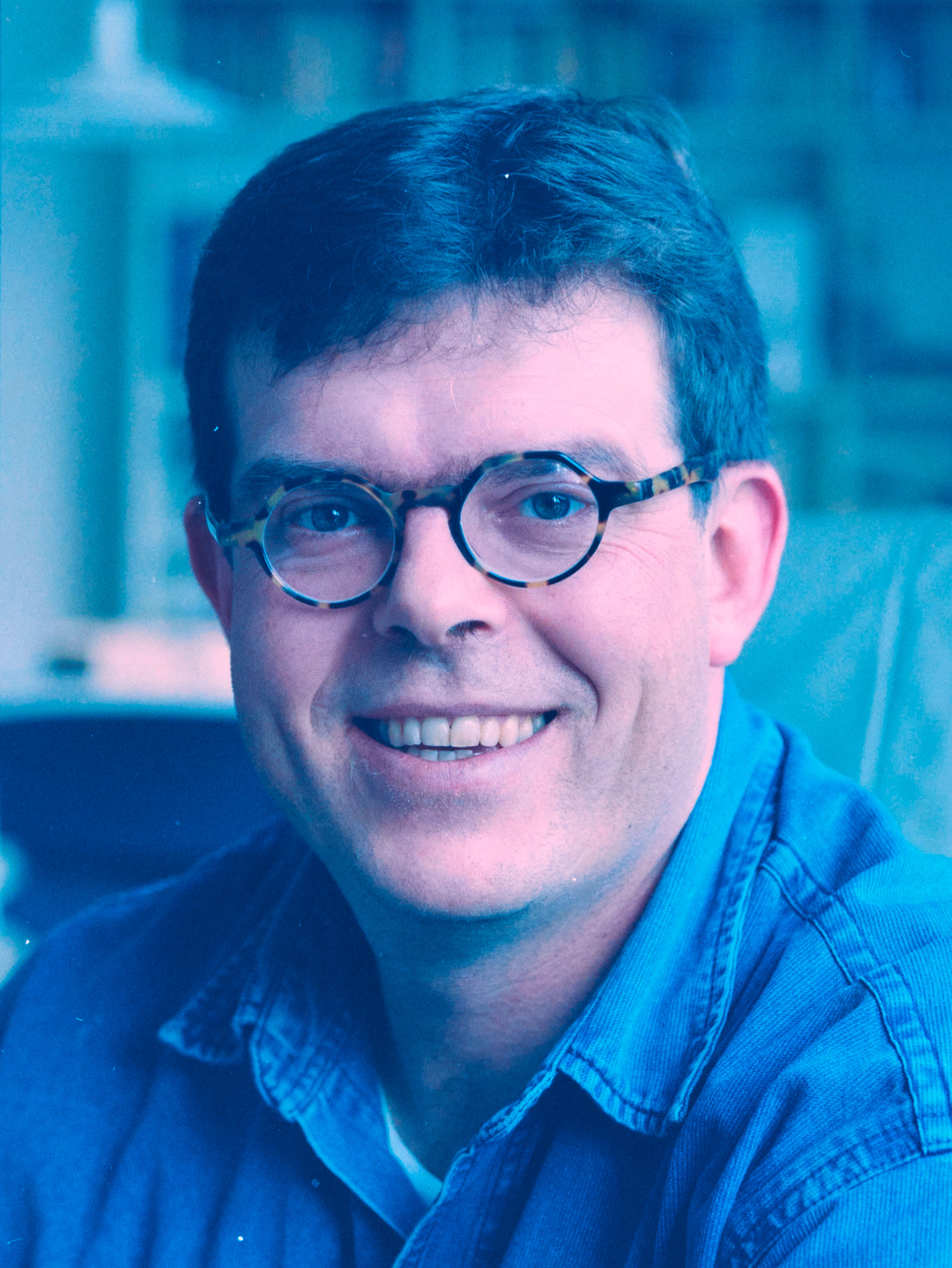
Andy Houtkamp in 1996

Andy Houtkamp werd in 1982 door de toenmalige chef van het NOS-programma Langs de Lijn Jaap Hofman ontdekt bij de Haarlemse Honkbalweek waar hij als speaker actief was. Tien jaar deed Andy Houtkamp voor Langs de Lijn verslag van honkbal- en softbalwedstrijden terwijl hij tegelijk werkte als valutahandelaar. Daarna trad hij in dienst bij de TROS en was daar bij verschillende radio- en televisieprogramma’s werkzaam. Aan het eind van de jaren negentig maakte Andy Houtkamp een uitstap naar RTL Sport en daarna naar Sport 7. Hierna werkte hij kort als sportmanager bij Nike, waarna hij in juli 1998 terugkeerde naar Langs de Lijn. Daar is hij nu verslaggever voor atletiek, honkbal en voetbal.
Houtkamp speelde zelf voetbal, honkbal en later softbal. Hij kwam uit een sport-minded gezin, zijn vader Nol Houtkamp was meervoudig honkbalinternational. Hij begon acht jaar oud bij RCH uit Heemstede met voetbal en speelde honkbal bij Kinheim uit Haarlem. Als honkballer bracht hij het tot diverse selectieteams en was in zijn jeugd aanvoerder van alle Kinheim eerste jeugdteams waarin hij uitkwam.
Op 23-jarige leeftijd werd hij gevraagd als verslaggever voor honkbal voor het radioprogramma Langs de Lijn. Hierdoor stopte hij zelf als honkballer. Later ging hij wel softbal spelen omdat daarvan de competitie op de vrijdagavond plaatsvond. Hij kwam eerst uit voor Kinheim en later na zijn verhuizing in Hoofddorp voor de vereniging daar als werper en speelde tot zijn zesenveertigste jaar in het eerste team.
In 2013 won Houtkamp de Theo Koomen Award voor beste radioverslag van een sportwedstrijd bij het programma Knooppunt Kranenbarg.
In mei 2024 haalde Houtkamp het nieuws met zijn commentaar bij het afscheid van Bram van Polen, waarbij hij duidelijk geëmotioneerd was. Later bleek dat dit duel zijn laatste reguliere Eredivisiewedstrijd was als commentator. De Olympische Spelen in Parijs waren de laatste klus voor Houtkamp bij de radio. Zijn laatste verslag was de Olympische marathon voor dames op 11 augustus 2024.